# Faustina Sáez de Melgar
Faustina Sáez y Soria, más conocida como Faustina Sáez de Melgar (Villamanrique de Tajo, 15 de febrero de 1834-Madrid, 19 de marzo de 1895) fue una escritora, traductora y periodista española. Su hija fue la compositora y pintora Gloria Melgar Sáez.

## Biografía
Faustina Sáez y Soria nació el 15 de febrero de 1834 en Villamanrique de Tajo, Comunidad de Madrid, España, una de los doce hijos del acomodado matrimonio formado por Silverio Rafael Sáez y Garillete y Tomasa Sánchez de Soria.
Ya a los nueve años empezó a escribir sus primeros textos literarios, actividad en la que persistió pese a la oposición de su padre. A los diecisiete publicó su primer poema en El Correo de la Moda; un año después ya era colaboradora asidua de esta y de otras revistas como Álbum de Señoritas y Ellas.
El 16 de julio de 1855 casó con Valentín Melgar y Chicharro, funcionario del Estado, con quien se instala en Madrid, donde tiene posibilidad de desarrollar su carrera literaria. Su marido desempeñó diversos cargos en España y en provincias de ultramar como Filipinas, Cuba o Puerto Rico. En Madrid falleció su primer hijo en 1858, al año siguiente publicó su poemario La lira del Tajo en recuerdo de su hijo y África y España, versos sobre la reciente guerra de Marruecos, ese mismo año nació su hija Gloria.
En 1860 obtuvo su primer gran éxito con la novela La pastora del Guadiela; desde entonces, convertida en una celebridad, publicó narrativa extensa con regularidad y colaboró en todo tipo de diarios y revistas: El Trono y la Nobleza, La Antorcha, El Occidente, La Aurora de la Vida, El Museo Literario, El Museo Universal, La Iberia, Los Sucesos, La Mujer, La Ilustración de Madrid, El Recreo de las Familias, La Moda Elegante Ilustrada, El Bazar, El Salón de la Moda, El Resumen, La Edad Dichosa, La Discusión, La Época, El Correo de Ultramar (de París), El Siglo (de La Habana) y La Concordia (de Caracas). Dirigió además La Violeta (de Madrid), La Canastilla Infantil y Paris Charmant Artistique (de París). 
Por su activa presencia en la cultura de su tiempo se preocupó de todo tipo de causas sociales y se sumó al Comité de Señoras de la Sociedad Abolicionista Española. Presidió el Ateneo Artístico y Literario de Señoras (1869). Fue una activa defensora del abolicionismo y del llamado feminismo de la diferencia. Es decir, no reclamaban la emancipación femenina, ni la igualdad de derechos con el hombre, simplemente abogaban por una mayor educación para las mujeres con el único objetivo de poder tener unos conocimientos básicos para poder tener conversaciones con el esposo, y así no aburrirle, ya que consideraban ese asunto como el principal responsable de las rupturas matrimoniales de la época.
En 1873 nació su hija Virginia. A pesar de su ideología, Sáez de Melgar era una mujer muy independiente, ya que, pasó una larga estancia en París sin su marido (desde 1880 a 1887), que estaba destinado en Cuba. Se afilió a la Association Littéraire Internationale, lo que la ayudó a hacerse un hueco en la sociedad de la capital francesa. Como ya se ha mencionado anteriormente, fue directora de la publicación en castellano del Paris Charmant Artistique y del Centre Littéraire Internationale. Su posición en esta institución hizo que consiguiera los derechos de publicación para España de autores de renombre como Émile Zola.
Durante estos años trabajó como traductora del inglés, francés y alemán, que se publicaron en El correo de la Moda (donde era corresponsal) y La Violeta en su segunda etapa. También tradujo dos novelas fuera de la prensa: Los vecinos de Federica Bremer (1883) y Los dramas de la bolsa de Pierre Zaccone (1884). También fundó algunas publicaciones como La Canastilla Infantil, que sería renombrada como La Canastilla del Hogar, donde daba consejos sobre el cuidado de los hijos.
En 1892, su marido se jubiló y se instaló en la localidad natal de la escritora, aunque ella decidió mantener su domicilio habitual en Madrid. En 1893 fue vicepresidenta de honor de la sección femenina de la Exposición Mundial Colombina de Chicago.
Falleció a los 61 años, el 19 de marzo de 1895 en Madrid, pero sus restos mortales fueron trasladados a Villamanrique de Tajo.

## Escritos

### Poesía
- La lira del Tajo, 1859.

### Narrativa
- La higuera de Villaverde. Leyenda tradicional (Madrid: Imprenta de Bernabé Fernández, 1860). Contiene su primera biografía a cargo de María Pilar Sinués Navarro.
- La pastora de Guadiela (Madrid: Bernabé Fernández, 1860), muy reimpresa.
- La marquesa de Pinares (Madrid: Bernabé Fernández, 1861), continuación de la anterior.
- Matilde o El ángel de Val de Real (Madrid: Manuel de Rojas, 1862).
- Los miserables de España o Secretos de la Corte (Barcelona: Vicente Castaños, 1862-63), 2 vols.
- Ecos de la gloria. Leyendas históricas (Madrid: Antonio Pérez Dubrull, 1863).
- Ángela o El ramillete de jazmines (Madrid: R. Vicente, 1865-1866). 3 volúmenes.
- Adriana o La quinta de Peralta (Madrid: F. de Rojas, 1866).
- La loca del encinar (Madrid: Imprenta J. A. García, 1867).
- Amar después de la muerte (Barcelona: Imprenta Verdaguer, 1867). Segunda parte de la novela Adriana o La quinta de Peralta (Madrid, 1866).
- La cruz del olivar (Madrid: F. Peña, 1868). Novela.
- "María la cuarterona o La esclavitud en las Antillas" (1868). Texto aparecido en La Iberia, en su número del 24 de octubre de 1868.
- Rosa, la cigarrera de Madrid (Barcelona: Imprenta Hispana y Juan Pons, 1872 y 1878 [2 vols.]).
- "El hogar sin fuego" (La Iberia, 18 de julio de 1876). Fue traducida al italiano (en versión que también cosechó un importante éxito).
- La abuelita (Barcelona: Librería de Juan y Antonio Bastinos ed., 1877). Relatos agrupados bajo el pseudónimo genérico de "Cuentos de aldea").
- Inés, o La hija de la caridad (Madrid: Rojas, 1878 [2 vols.]).
- Sendas opuestas (Madrid: Rojas, 1878). Al final, otra narración de la autora: La bendición paterna.
- El collar de esmeraldas (Madrid: Pedro Núñez, 1879).
- El deber cumplido (Madrid: Pedro Núñez, 1879). Al final, la ya citada novela de La loca del encinar.
- Aurora y felicidad (Barcelona: Salvador Manero, 1881). Novela costumbrista.
- Fulvia o Los primeros cristianos (Madrid, 1889). Novela histórica.
- El trovador del Turia (Memorias de una religiosa) (Madrid: Imprenta de "La Guirnalda", 1890). En la misma edición se reproducen El hogar sin fuego y La bendición paterna.
- Alfonso el Católico (Madrid: Fernando Fe, s. a.

### Publicista
Faustina Sáez de Melgar fue la fundadora y directora la revista La Violeta (1862-1866), publicación de suscripción obligatoria para las Escuelas Normales de Maestras y Escuelas Superiores de Niñas, por Real Orden de Isabel II. Además desempeñó el cargo de directora en otras publicaciones similares tales como:
- La Mujer,
- La Canastilla Infantil[2] y
- Paris charmant artistique, que era una publicación francesa.[7]

### Artículos y ensayos
- Deberes de la mujer (Madrid: R. Vicente, 1866).
- Un libro para mis hijas. Educación cristiana y social de la mujer (Barcelona: Librería de Juan y Antonio Bastinos ed., 1877).
- Epistolario manual para señoritas (Barcelona: Librería de Juan y Antonio Bastinos ed., 1877).

### Teatro
- Contra indiferencia, celos Madrid: José Rodríguez, 1875, juguete cómico.
- La cadena rota,(Madrid: F. Macías, 1879). Drama abolicionista en verso.

### Antologías
- Páginas para las niñas (Barcelona: Imprenta de J. Jepús, 1881). Libro oficial de lecturas en la enseñanza escolar española, por Real Orden de 20 de diciembre de 1886 y 12 de mayo de 1885.
- La semana de los niños (París: Ch. Bouret, 1882). "Lecturas instructivas para la infancia".
- Romances históricos y lecturas amenas para los niños de ambos sexos en las escuelas y las señoritas adolescentes (Madrid: Imprenta de Ramón Angulo, 1888).
- Las españolas, Americanas y Lusitanas pintadas por sí mismas (1886).

### Traducciones
Faustina realizó una gran  labor como traductora destacando entre sus trabajos:
- Los dramas de la bolsa (1884), de Pierre Zaccone.
- Los vecinos (1883), de la sueca Fedrika Bremer.
- La sociedad y sus costumbres (1883, de Madame de Waddeville
- Flores y perlas (1889), donde tradujo varias composiciones poéticas de Carmen Sylva, reina de Rumanía, algunas de las cuales están recogidas en este volumen.

## Otras fuentes bibliográficas
- Carmen Simón Palmer, Escritoras españolas del siglo XIX. Manual biobibliográfico (Madrid: Castalia, 1991).
- Blanco, Alda, Escritoras virtuosas: Narradoras de la domesticidad en la España isabelina, Universidad de Granada-Instituto de Estudios de la Mujer, 2001.
- García Jáñez, F., «Faustina Sáez de Melgar; escritora y “ángel del hogar”, imagen plástico-literaria», Sociedad de Literatura Española del Siglo XIX, III Coloquio: Lectora, heroína, autora (La mujer en la literatura española del siglo XIX) (Barcelona, 23-25 de octubre de 2002), ed. V. Trueba, E. Rubio, P. Miret, L.F. Díaz Larios, J.F. Botrel y L. Bonet, Barcelona, Universidad de Barcelona, PPU, 2005, pp. 135-148.
- Hibbs-Lissorgues, Solange, «Escritoras españolas entre el deber y el deseo: Faustina Sáez de Melgar (1834-1895), Pilar Sinués de Marco (1835-1893) y Antonia Rodríguez de Ureta», La mujer de letras o la letraherida. Discursos y representaciones sobre la mujer escritora en el siglo XIX, ed. Pura Fernández y Marie-Linda Ortega, Madrid, Consejo Superior de Investigaciones Científicas, 2008, pp. 325-343.
- Sánchez Llama, Íñigo, Galería de escritoras isabelinas. La prensa periódica entre 1833 y 1895, Madrid: Cátedra-Instituto de la Mujer, 2000.
- Sánchez Llama, Íñigo, «El nacionalismo liberal y su textualización en las letras peninsulares del siglo XIX: el caso de Faustina Sáez de Melgar (1835-1895) y Benito Pérez Galdós (1843-1920)», Revista Hispánica Moderna, LIV.1 (2001), pp. 5-30.
- Simón Palmer, María del Carmen, Escritoras españolas del siglo XIX. Manual bio-bibliográfico, Madrid: Castalia, 1991.
- Soubsol, Laure, «Sáez de Melgar, Faustina», Diccionario histórico de la traducción en España, ed. Francisco Lafarga y Luis Pegenaute. Madrid: Gredos, 2009, p. 999.